# Find Holger Danske
Find Holger Danske er en digtsamling, skrevet af Maja Lee Langvad i 2006. Digtsamlingen er udgivet af Borgens Forlag og trykt hos Scandinavien Book. Digtsamlingens omslag er valgt af Maja Lee Langvad selv. 
Maja Lee Langvad tager i digtsamlingen 'Find Holger Danske' emner op som identitet, etnicitet og etik.